# Andre Noble
Andre Clarence Noble (Gander (Newfoundland en Labrador), 21 februari 1979 - aldaar, 30 juli 2004) was een Canadees acteur, die beschouwd werd als aanstormend talent.

## Biografie
Noble werd geboren in Gander, Newfoundland in Canada. Hij groeide op in het nabijgelegen Centreville. Hij trok in zijn late tienerjaren naar Toronto om zijn acteerdroom waar te maken. Noble speelde toen in verschillende Shakespeare-stukken, waaronder Hamlet. Uiteindelijk kreeg hij rollen in kleine Canadese televisieseries zoals de CBC mini-serie Random Passage uit 2002 en TVO/TFO's Tele-Litte Ta Voix Dans La Nuit.
In 2003 speelde hij de film Twist, een hernieuwde verfilming van Oliver Twist. Maar bekend werd hij door de film Sugar uit 2004. De film deed veel stof opwaaien doordat deze zich in de homoprostitutie-wereld afspeelde. Na Sugar speelde hij datzelfde jaar nog in de film Prom Queen: The Marc Hall Story, een film over een jongen die zijn vriend meeneemt naar zijn eindexamenfeest.
Op 30 juli 2004 overleed Noble plotseling door aconitinevergiftiging. Hij was tijdens een kampeertrip op Fair Island in contact gekomen met de giftige plant monnikskap. Noble was slechts 25 jaar oud.